# 利奧坊·曦岸
利奧坊·曦岸（英語：Aquila·Square Mile）位於香港九龍大角咀福澤街38號，為一住宅項目，發展商為恒基兆業地產。利奧坊系列暫時合共有7個項目，合共提供約100萬方呎樓面，利奧坊·曦岸為利奧坊系列的第三期項目。
唯利奧坊·曦岸所在的油尖旺區及鄰近的深水埗區娛樂場所眾多，流動人口聚集，加上種種的歷史因素，貧窮、治安和衛生情況惡劣，一直惹人詬病，存在不少社區問題有待解決。

## 歷史
利奧坊·曦岸原為海興大樓，一座1964年落成的舊樓，坐落於角祥街2-16號及2A-16A號、利得街35-47號及福澤街32-44號，為一幢9層高住宅大廈，2013年發生了一宗轟動全港的周凱亮弒父母案後，許多小業主即時賣樓，加速發展商收購全幢大廈重建。2017年6月進行強制拍賣，由恒地以底價16.89億港元投得，原址重建成為利奧坊·曦岸，於2020年5月開售，折實入場費為464萬元。物業預計在2021年第四季入伙。
香港地政總署地理資訊地圖異常地將此地址標示為 "WIP (Works in Progress) JAN 2023"，而非樓盤名稱。此大廈斜對面，是利奧坊·凱岸，樓盤名稱當中「凱」字，令人聯想為紀念周凱亮而改的。

## 物業
物業細分兩翼，取名第1座及第2座，提供488伙，樓高28層（不設4樓、13樓、14樓、24樓及27樓），面積由171至687平方呎，間隔由開放式、1房、2房及3房連套房。

## 設施
物業邀請了國際室內設計師森田恭通與「植物獵人」西畠清順設計，園林及藝綠會所合共约2萬平方呎，項目於2樓及3樓設有面積達8,238平方呎住客會所，另在2樓及天台設有合共12,225平方呎綠化地帶、遍佈紫色花的紫色綠州，為利奧坊系列中最大的藝綠會所，提供多元化設施，包括游泳池、宴會廳、懸浮健身室等。

## 興建圖像

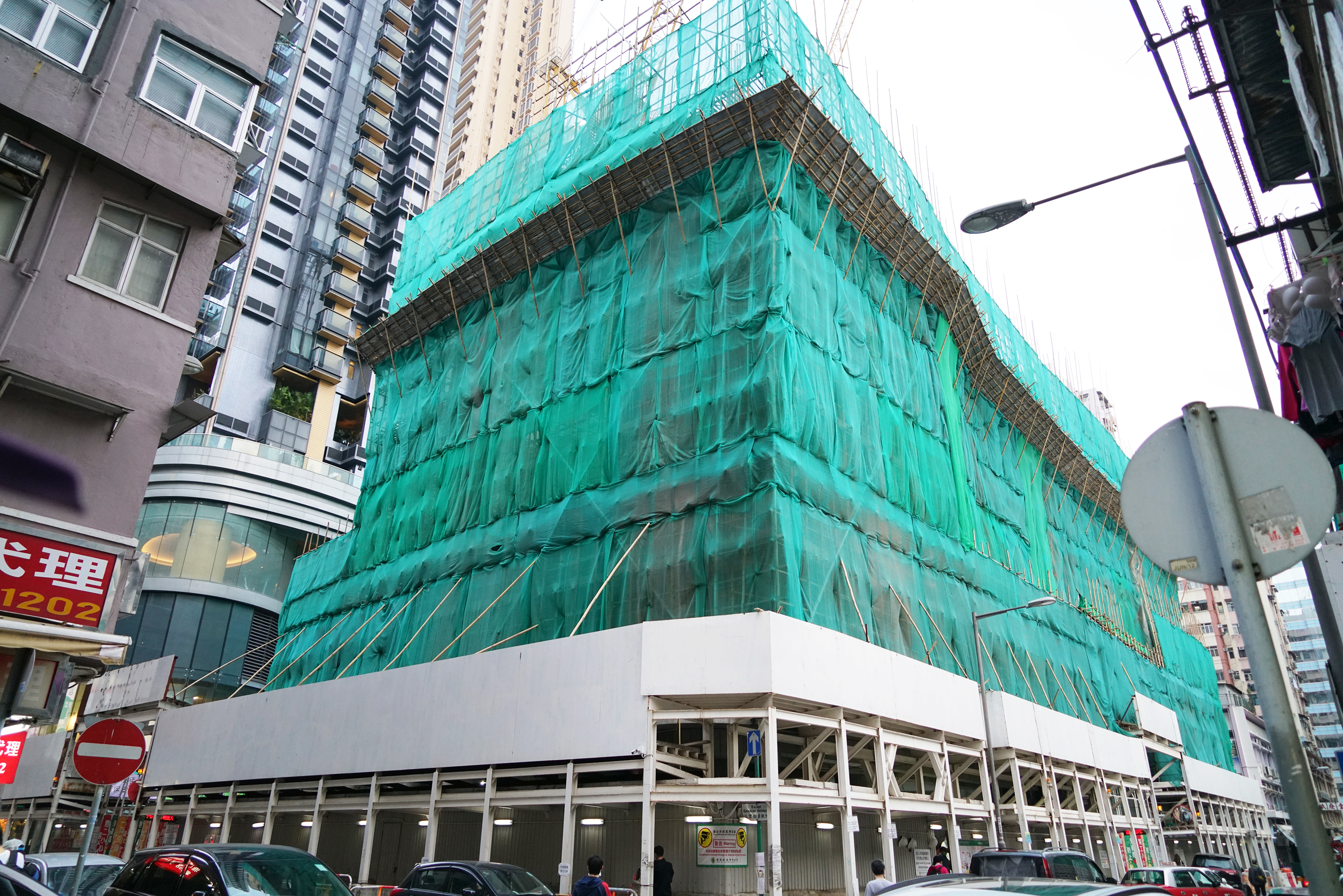
2020年3月
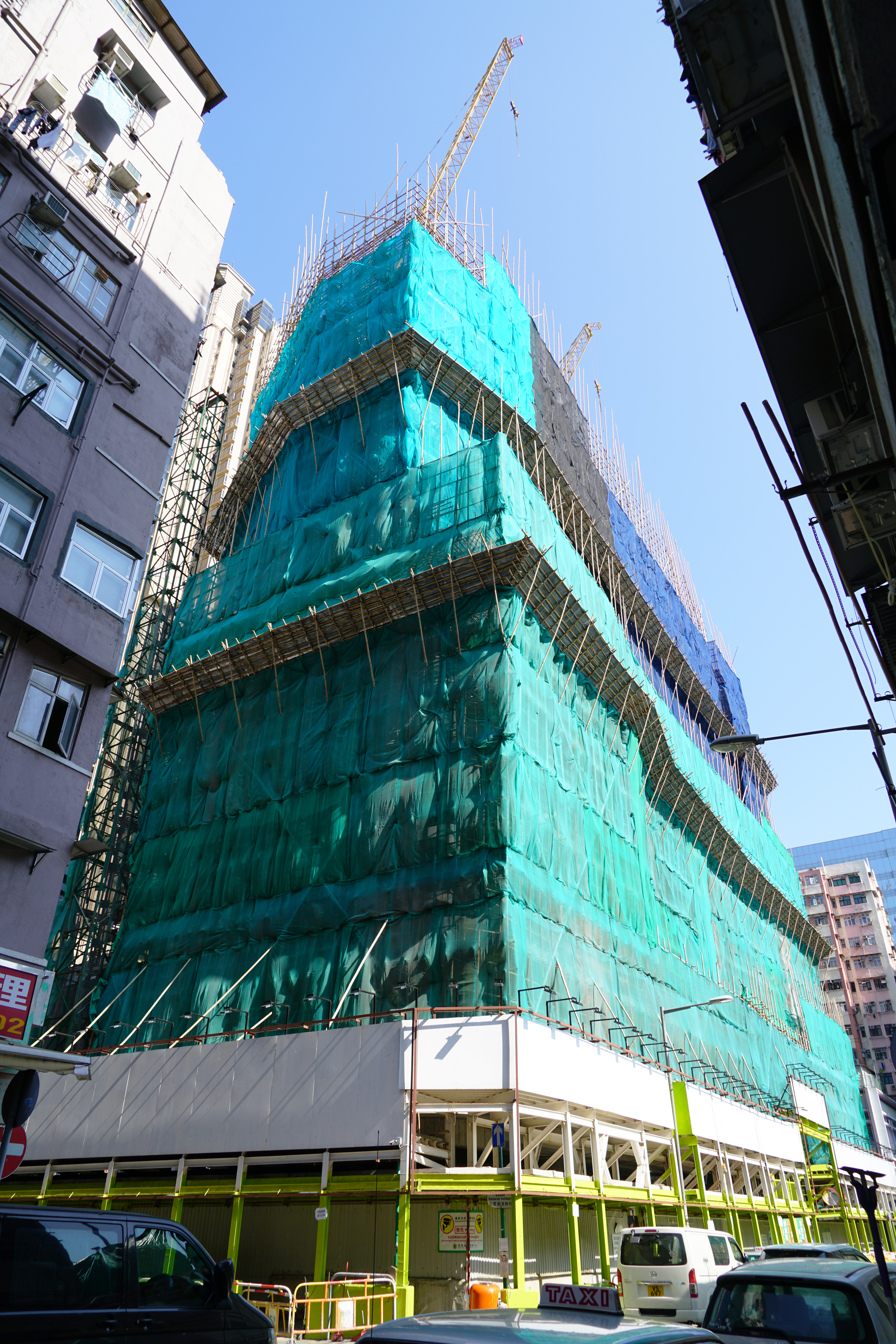
2020年5月

## 鄰近
利奧坊·曦岸鄰近港鐵奧運站、大角咀市政大廈及大型商場奧海城等。
- 匯豐中心
- 中銀中心
- 奧城西岸
- 大同新邨
- 利奧坊·曉岸
- 利奧坊·凱岸